# 沖縄女子短期大学附属高等学校
沖縄女子短期大学附属高等学校（おきなわじょしたんきだいがくふぞくこうとうがっこう）は、沖縄県那覇市字国場にあった私立女子高等学校。
沖縄県下では戦後唯一の女子校で、ピーク時の1995年度には85人が入学したが、財政的な問題や、入学者数の減少などの理由により2006年度より入学者募集を停止した。
募集停止前年の2005年度の入学者は定員120人に対し18人にとどまり、2008年3月には最後の生徒となった11名が卒業し、事実上の閉校となった。
その後数年は休校扱いとなっていたが、2013年度をもって正式に廃校となった。

## 沿革
- 1966年 - 沖縄女子短期大学とともに開校。
- 2006年 - 新入生徒募集を停止。
- 2008年3月 - 最後の在校生11人が卒業。
- 2015年 - 沖縄女子短期大学の移転により校地消滅。
- 2017年 - 校舎等は沖縄大学に売却され、沖縄大学アネックス館として利用されている。